# St. Marien (Wetzdorf)

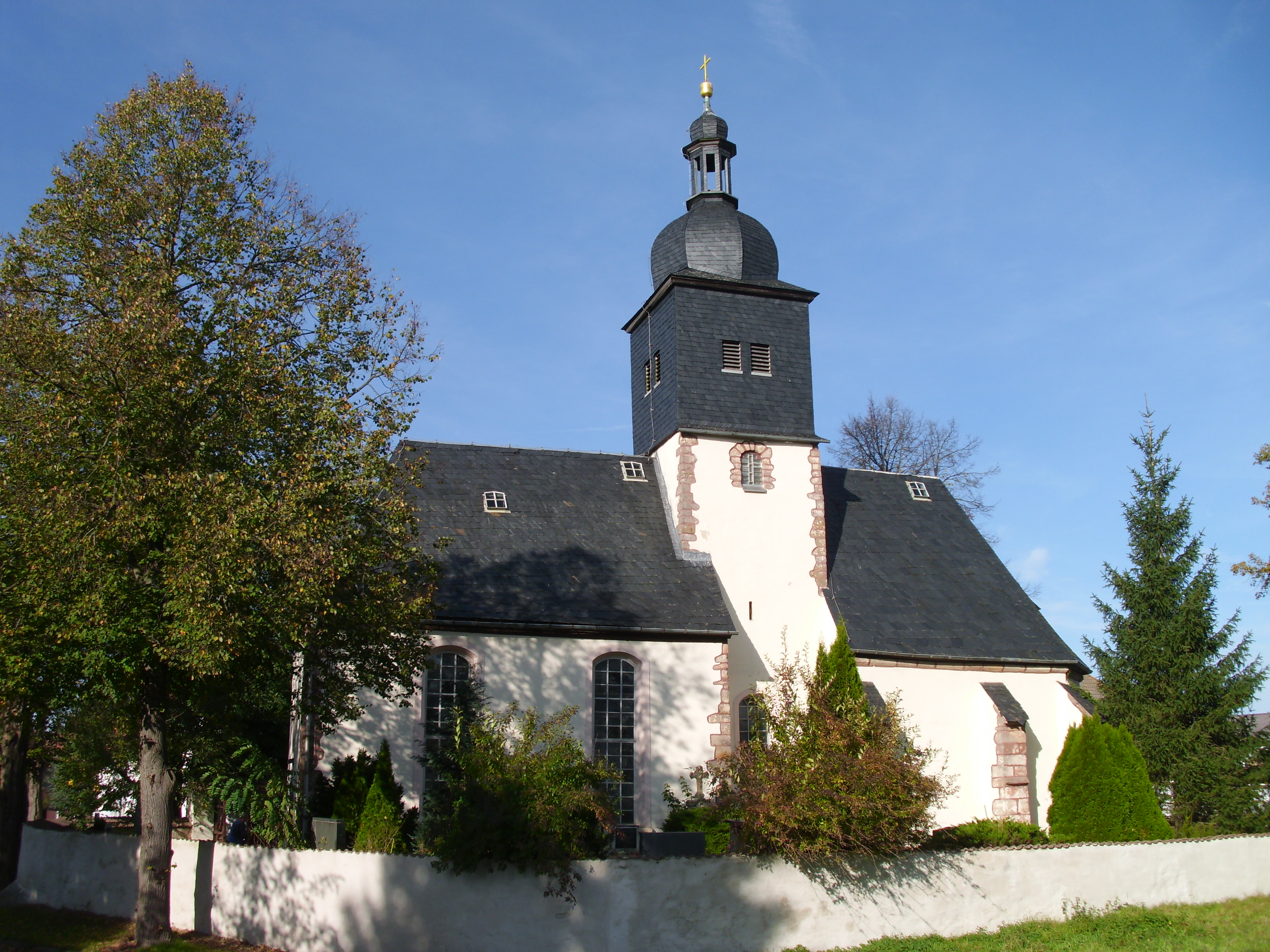
St. Marien

Die evangelisch-lutherische denkmalgeschützte einstige Wallfahrtskirche St. Marien steht am südlichen Ortseingang von Wetzdorf, einem Ortsteil der Gemeinde Harth-Pöllnitz im Landkreis Greiz in Thüringen. Die Kirchengemeinde Wetzdorf gehört zum Pfarrbereich Niederpöllnitz im Kirchenkreis Gera der Evangelischen Kirche in Mitteldeutschland.

## Beschreibung
Die Saalkirche ist im Kern romanischen Ursprungs. Sie hat einen eingezogenen, querrechteckigen Chorturm, der zwischen Kirchenschiff und niedrigem, spätgotischem Chor angeordnet ist, der anstelle einer abgebrochenen Apsis gebaut wurde. Der Chor aus einem Joch, das innen mit einem Kreuzrippengewölbe überspannt ist, hat einen 5/8-Schluss. Die Fenster im Kirchenschiff und im Chor wurden im 18. Jahrhundert verändert. Der Chorturm hat ein schiefergedecktes oberstes Geschoss mit Klangarkaden für die Glockenstube, in dessen Glockenstuhl eine Kirchenglocke hängt, die 1454 Nikolaus Riemann aus Naumburg gegossen hat. Der Turm ist mit einer bauchigen Haube bedeckt, auf der eine offene Laterne sitzt. 
Das mit dreiseitigen Emporen ausgestattete Kirchenschiff ist mit einer Kassettendecke überspannt. Die schlichte Kirchenausstattung stammt aus dem 17. und 18. Jahrhundert. An der Chornordwand befindet sich ein gotisches Sakramentshaus. An der Südseite des spitzen Triumphbogens steht die Kanzel. Die Orgel mit acht Registern, verteilt auf ein Manual und das Pedal, wurde 1888 von Carl Friedrich Zillgitt gebaut und 1920 von Emil Heerwagen umgebaut.